# Sestroretsk

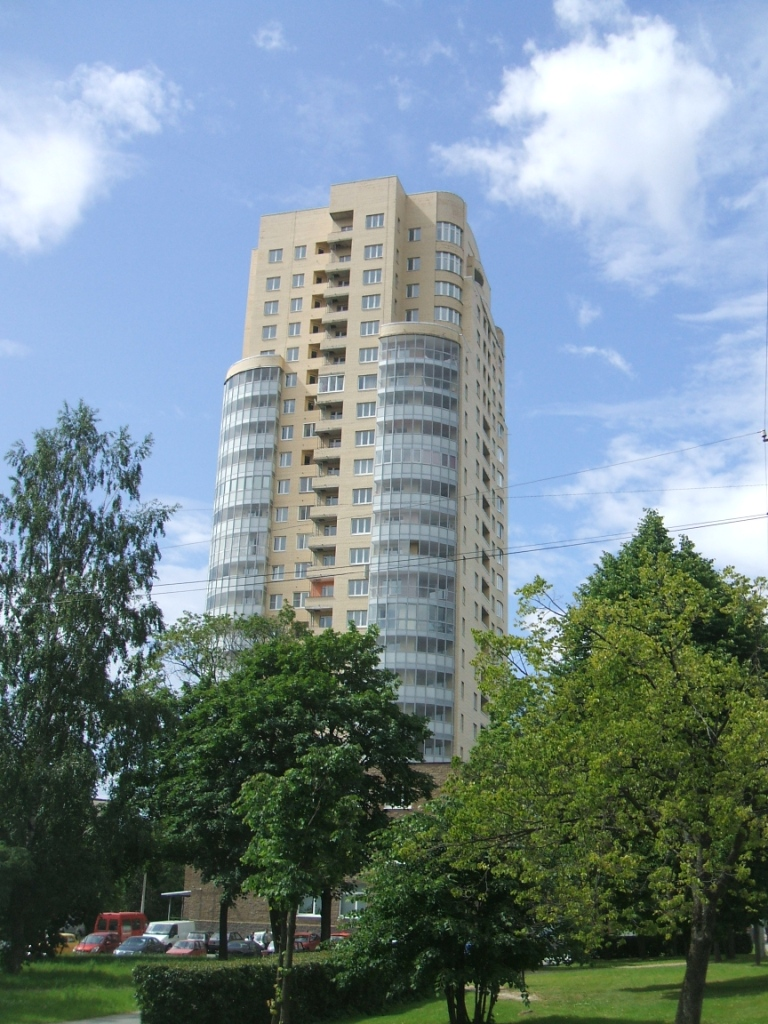
Immeuble d'habitation de prestige dans le centre-ville

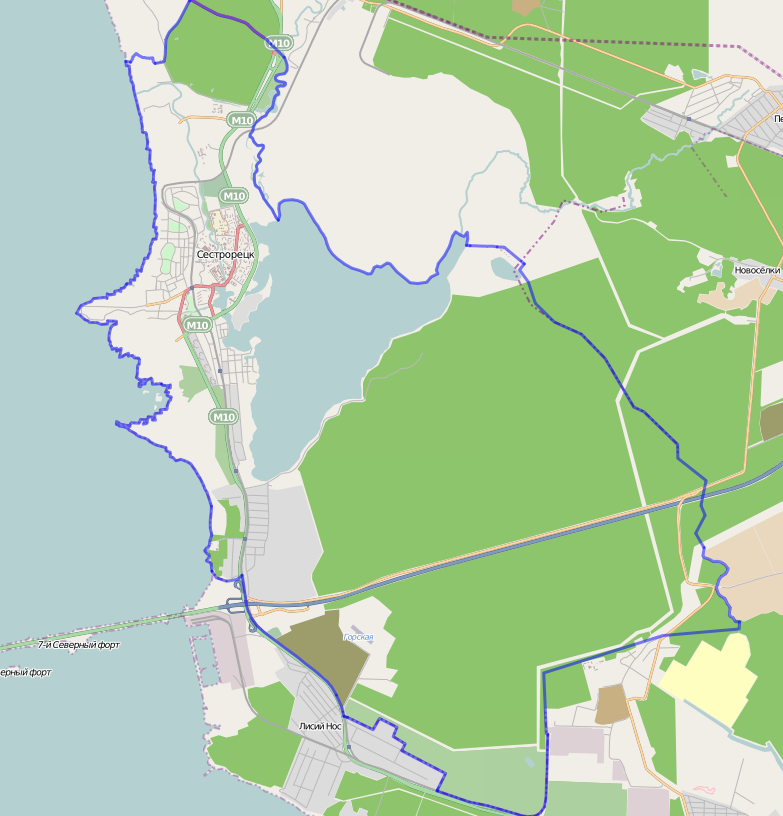
Plan de Sestroretsk et de ses environs

Sestroretsk (en russe : Сестрорецк, en finnois Siestarjoki, en suédois Systerbäck) est une ville sous la juridiction du district de Kourortny de la ville fédérale de Saint-Pétersbourg située au sud de l'isthme de Carélie. C'est une ville balnéaire au bord du golfe de Finlande qui est appréciée pour son climat, ses plages et ses bains de boue.
Sa population s'élevait à 36 680 habitants en 2010.

## Histoire
Des traces d'habitation humaine remontent au IVe millénaire av. J.-C. à l'embouchure de la rivière Sestra et au bord de la rive ouest du lac qui ont été découvertes en 1905. Onze camps du néolithique de l'homme de l'âge de la pierre se trouvent dans cette zone.
L'endroit a longtemps été disputé par les Suédois et les Russes. Le premier document écrit qui le mentionne est le traité de Nöteborg en 1323 entre le prince de Novgorod Iouri III et le roi Magnus IV de Suède. La rivière Sestra marque dès lors la frontière entre la Russie et la Suède. Il est remis en cause par le traité de Stolbovo en 1617 qui donne la région à la Suède et barre l'accès des Russes à la mer Baltique. Les Suédois font mention d'un marché villageois en 1643 à Systerbäck (ancien nom de Strestroretsk en suédois), embouchure de la rivière.
Soixante ans plus tard, Pierre le Grand reconquiert l'Ingrie en étant le vainqueur des Suédois et fait construire Saint-Pétersbourg en mai 1703. Quelques jours plus tôt, il bat l'armée de douze mille hommes du général suédois Kronjort au bord de la rivière Sestra. Il fait construire un petit port en 1706 sur la Sestra à l'origine de la ville actuelle, puis une petite résidence d'été bâtie entre 1719 et 1724 et détruite en 1781, entourée de plantations de chênes. Il fait également construire une manufacture d'armes inaugurée en 1724 qui sert aussi de fonderie civile (les balustrades de la Fontanka et du canal Catherine - aujourd'hui Griboïedov - en proviennent).
Lorsque le grand-duché de Finlande entre dans l'Empire russe en 1809, le gouvernement de Vyborg intègre Sestroretsk et ses alentours, qui font donc partie désormais du grand-duché ; et la frontière entre la Finlande et Saint-Pétersbourg passe par la rivière Sestra.
Le port est bombardé par la flotte franco-anglaise en juin 1855, pendant la guerre de Crimée.
Le 15 juillet 1868, la bourgade et le cimetière sont ravagés par un incendie, qui ne laisse debout que cinquante maisons et en réduit en cendres huit cents. La nouvelle église de pierre dédiée à saint Paul et à saint Pierre est construite en 1871-1874 (détruite par le régime soviétique en 1932-1933).
Le chemin de fer relie la ville à Beloostrov en 1871. Elle devient un lieu de villégiature des Pétersbourgeois à la fin du siècle et elle est électrifiée en 1896. Le premier tramway électrique du monde, conçu par Fyodor Pirotsky, y circule en septembre 1880, qui équipe une ligne existante de tramway à cheval. Cette expérience ne rencontre toutefois pas de succès commercial. 
La frontière avec la nouvelle Finlande se trouve à deux kilomètres au nord de la ville entre 1918 et 1940. La ligne de front se trouve à côté en 1941. L'Armée rouge arrête ici les troupes finlandaises alliées de l'Allemagne en septembre 1941. Des fortifications et des blockhaus sont construits par la Wehrmacht. Un cimetière militaire allemand évoque le souvenir de ces années du siège de Léningrad. La contre-offensive des Soviétiques commence en juin 1944. Les alentours sont ravagés par la guerre.

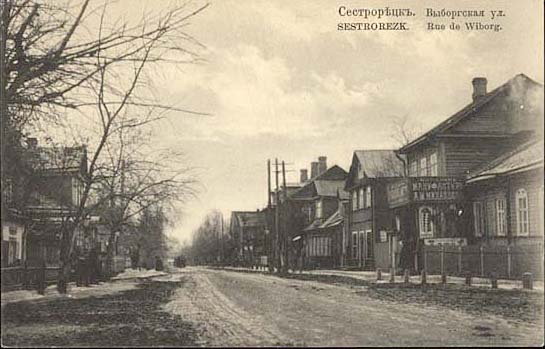
Vue de la rue de Vyborg vers 1910
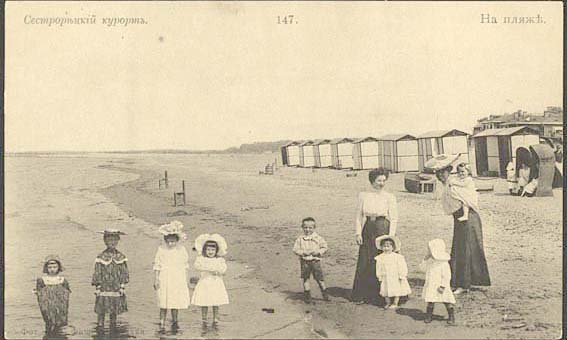
La plage de Sestroretsk en 1900

## Villas typiques

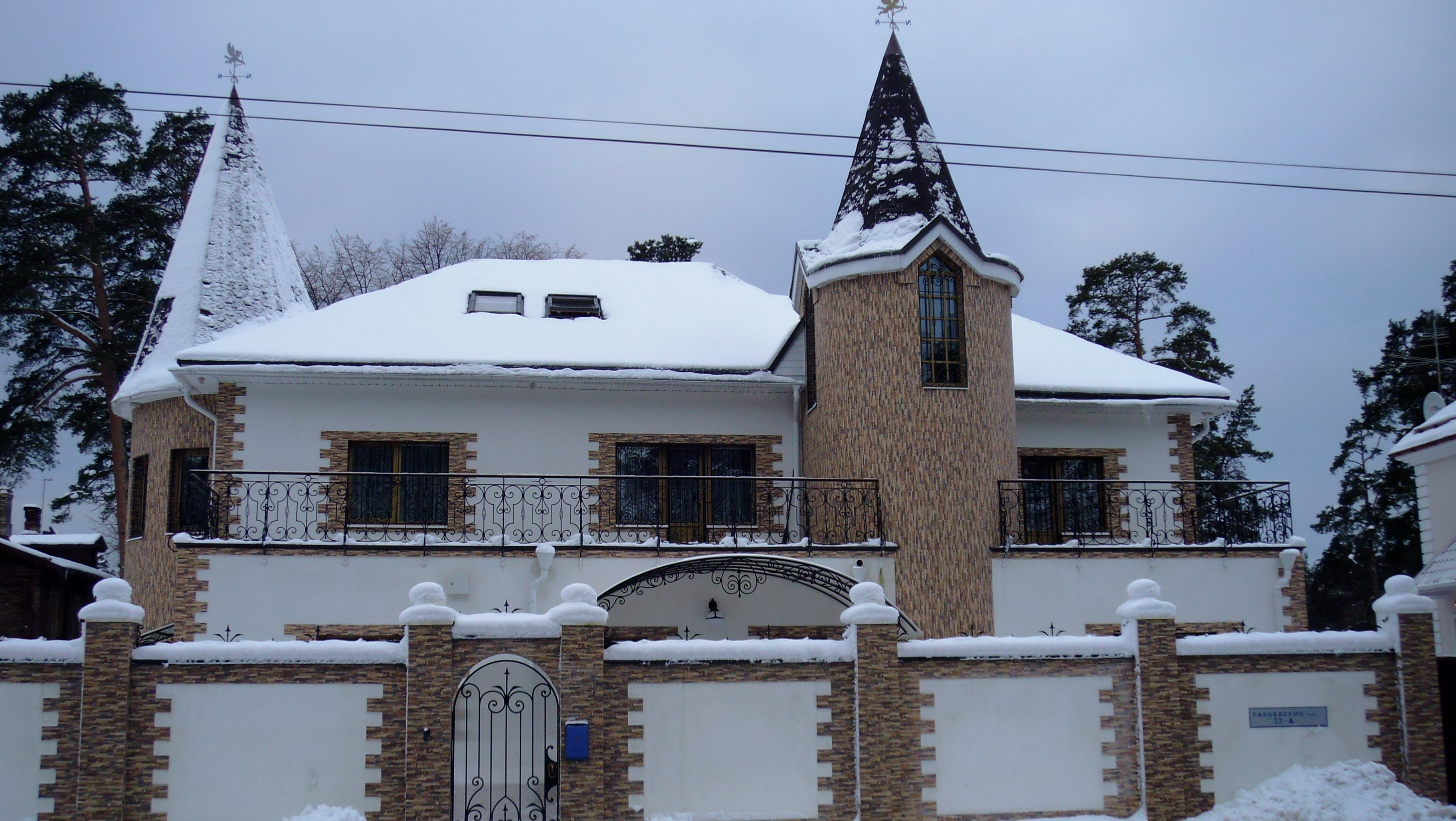
Villa, perspective de Tarkhovka
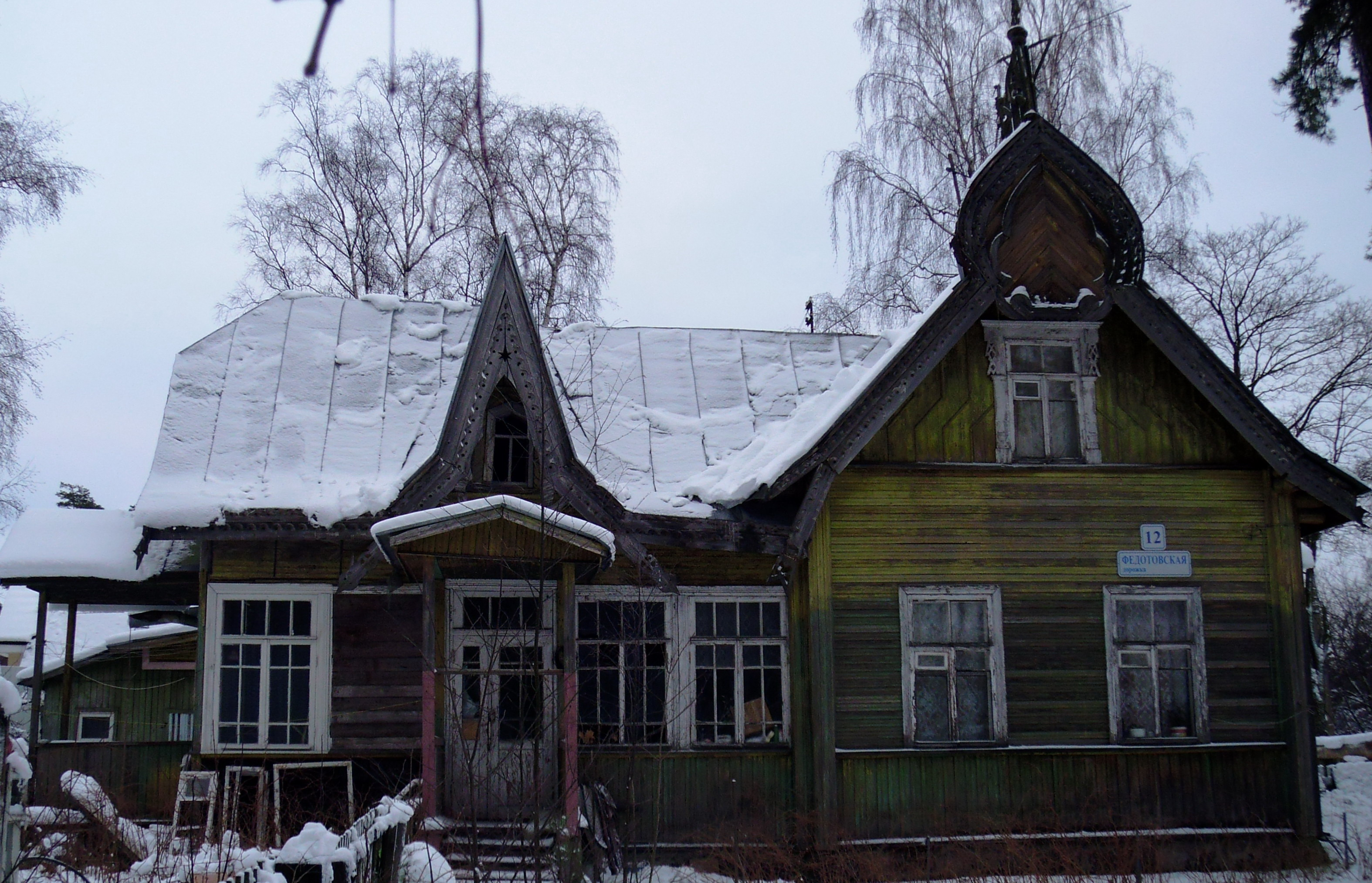
Villa, chemin Fedotov
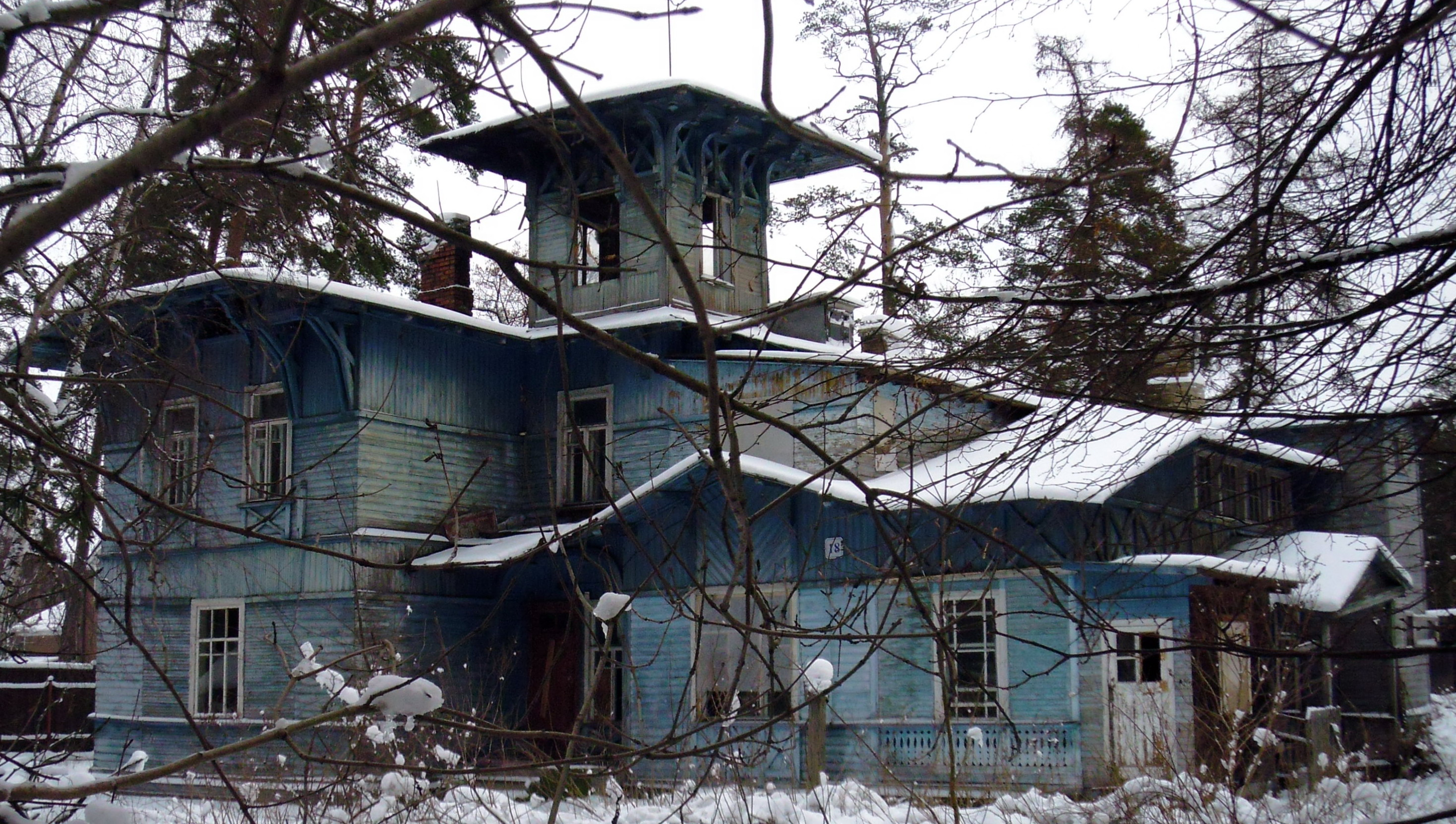
Villa, chemin Fedotov
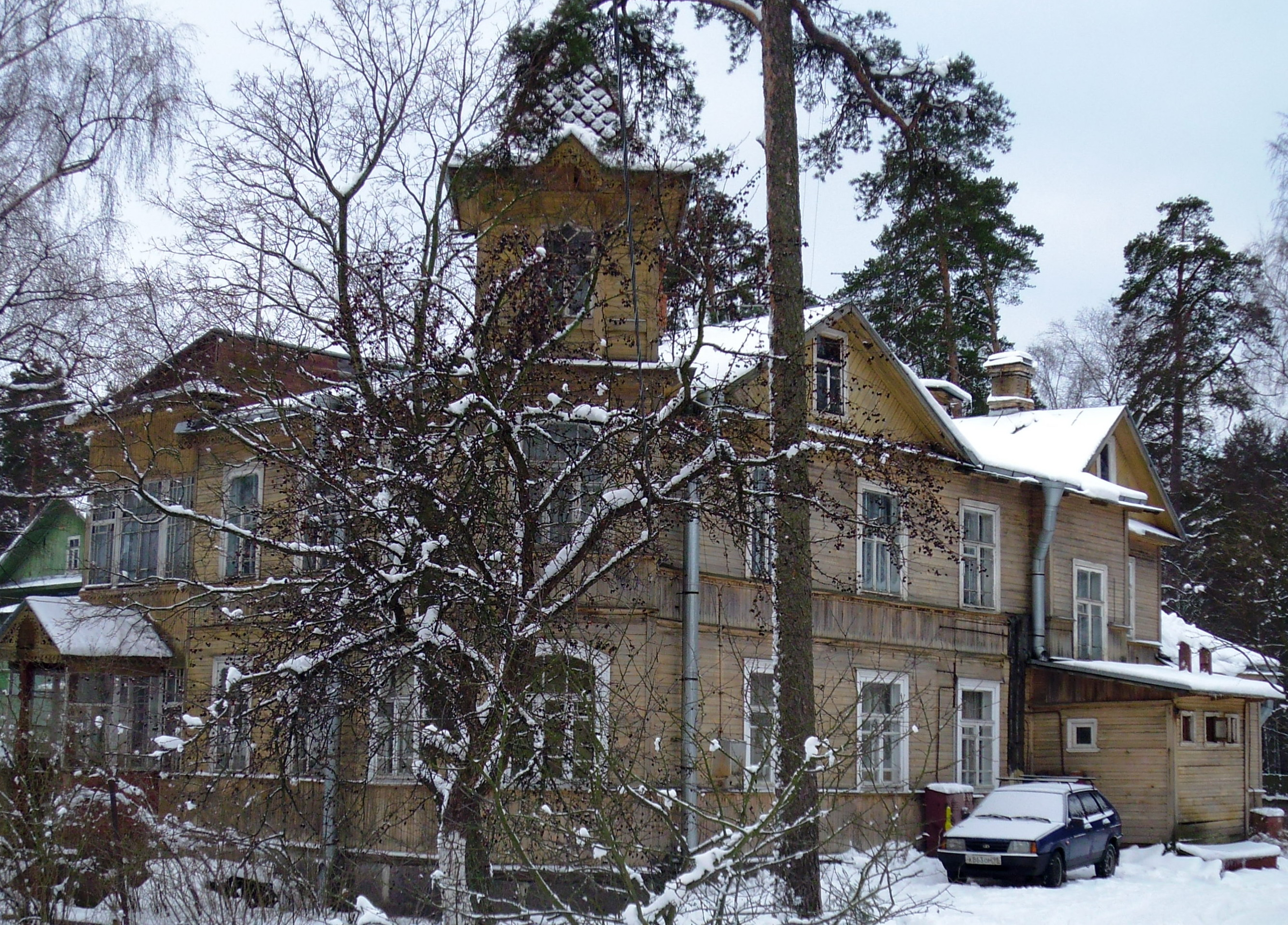
Villa, chemin Fedotov
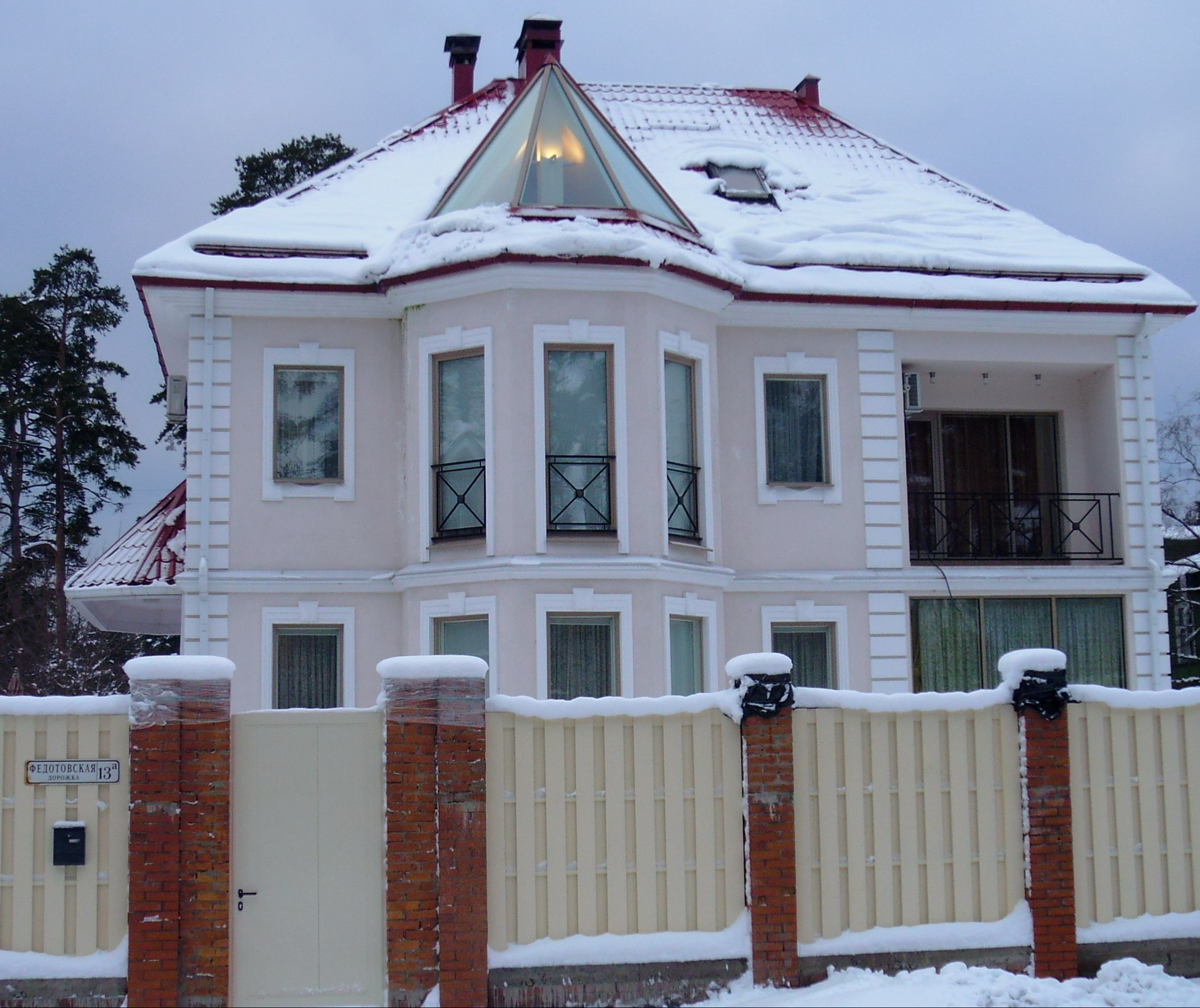
Villa, chemin Fedotov
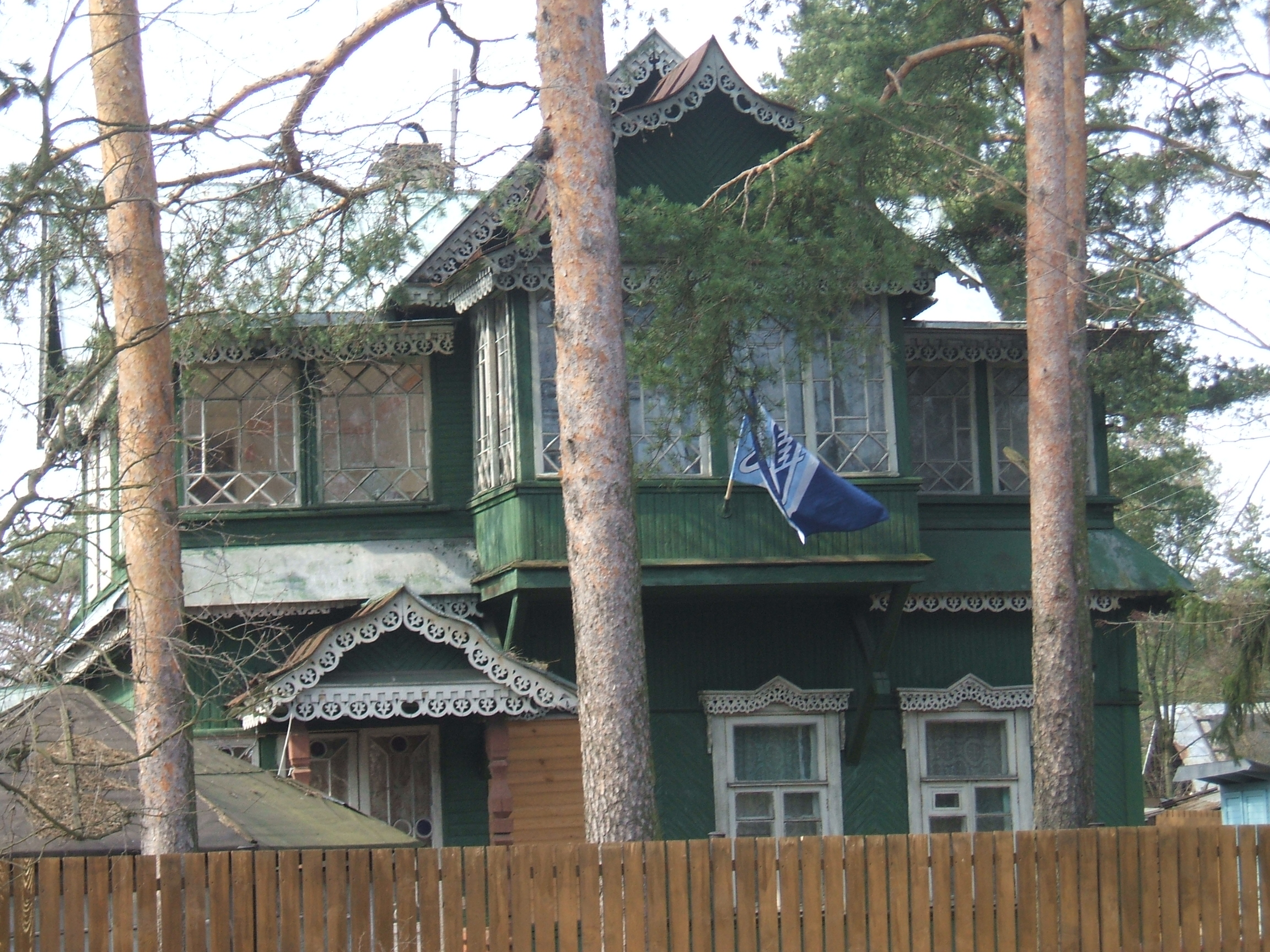
Datcha de la fin XIXe avec le drapeau du club de football Zenit

## Raïon historique
- Razliv

## Culte
- Église de la Nativité de la Vierge, construite en 2005 dans le village d'Alexandrovskaïa
- Église Saint-Panteleimon du village de Tarkhovka, construite en 1905-1906
- Nouvelle église Saint-Pierre-et-Saint-Paul construite en 2004, remplaçant celle démolie en 1933.

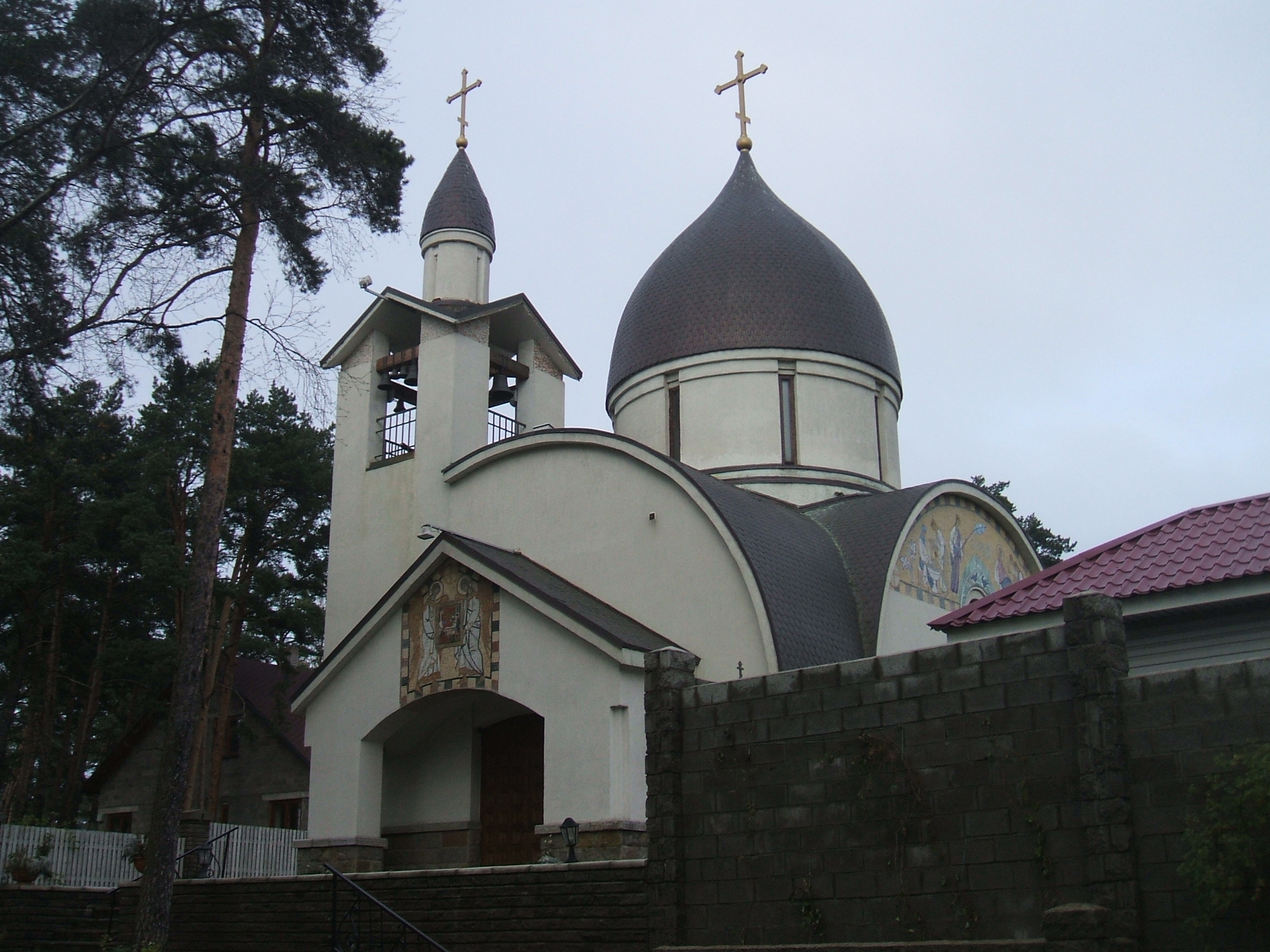
Vue de l'église de la Nativité de la Vierge
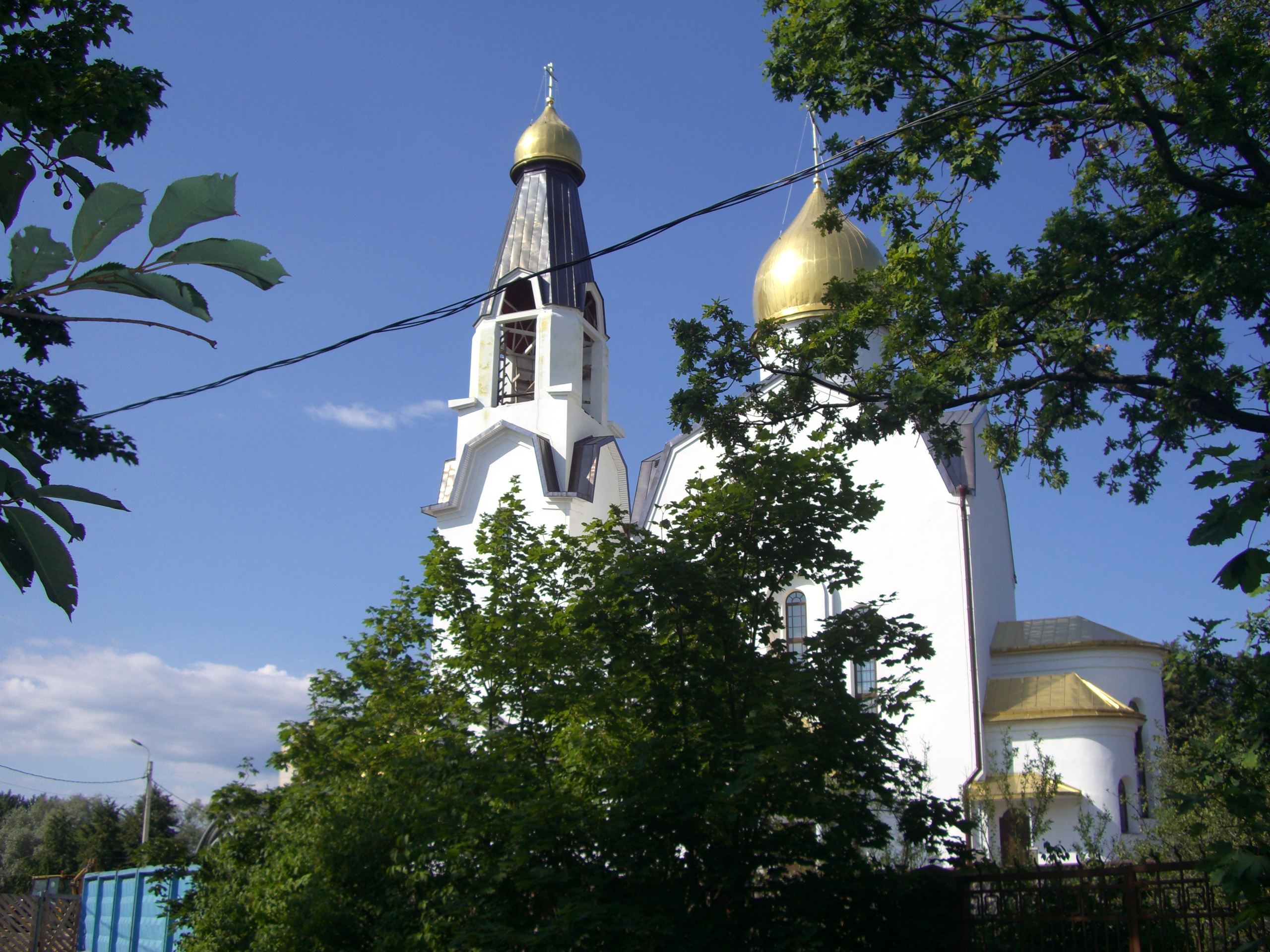
Nouvelle église Saint-Pierre-et-Saint-Paul